# Bjärehalvön
Bjärehalvön je poloostrov ve Švédsku. Nachází se na severozápadě kraje Skåne a patří k obcím Båstad a Ängelholm. Poloostrovem prochází hrásť Hallandsås. Je obklopen vodami průlivu Kattegat (zálivy Skälderviken a Laholmsbukten). Jižní hranici poloostrova tvoří ústí řeky Rönne å. U pobřeží se nachází ostrov Hallands Väderö.
Poloostrov se vyznačuje úrodnou půdou a je hlavním švédským producentem raných brambor. Nacházejí se zde přírodní rezervace Södra Bjärekusten (vyhlášena roku 2013) a Bjärekusten (vyhlášena roku 1971), která je proslulá lokalitou Hovs hallar s dramatickými pobřežními skalami, kde se natáčel film Sedmá pečeť.
Bjärehalvön je oblíbenou letní rekreační oblastí díky množství pláží a golfových hřišť. Prochází jím turistická stezka Skåneleden, která je součástí Evropské dálkové trasy. Båstad je centrem švédského tenisu a bylo zde založeno muzeum věnované historii tohoto sportu. Rybářská vesnice Torekov je známá „torekovským kompromisem“ z roku 1971, kdy zde bylo rozhodnuto o tom, že švédská monarchie nebude zrušena, pokud se panovník vzdá zásahů do politiky. Další pozoruhodností je tři tisíce let stará mohyla Dagshøj, vysoká 4,5 metru. Na poloostrově se rovněž nachází muzeum věnované operní pěvkyni Birgit Nilssonové, narozené ve vesnici Västra Karup. 